# Tragische Ironie
Die Tragische Ironie hängt wie andere Formen des Ironischen mit der Verstellung zusammen. Sie kommt vor allem in der griechischen Antike in der Tragödie zum Ausdruck. Der Begriff Tragische Ironie selbst wurde jedoch im Altertum nicht verwendet, sondern ist eine Schöpfung des frühen 19. Jahrhunderts, als er im Zuge der Neubestimmung des Ironiebegriffs durch die Romantiker geprägt wurde. 
Die Verstellung wird bei der tragischen Ironie im Gegensatz zur Ironie selbst nicht absichtlich ausgeübt. Sie bezieht sich hier vielmehr auf die Wirklichkeit, da diese Züge annimmt, die den Helden über die Wahrheit der Vorgänge in Täuschung geraten lassen, und ihn zu hybriden Äußerungen und Handlungen verleiten. Indem der Protagonist versucht, das verhängnisvolle Schicksal abzuwenden, beschwört er dieses herauf. Die Vorgänge sind also unlösbar miteinander verkettet. Es besteht somit ein Gegensatz zwischen gewolltem und erreichtem Handeln. Da der Leser bzw. Zuschauer einen Wissensvorsprung gegenüber der Figur hat und um deren Schicksal weiß, rufen die Handlungen des Protagonisten bei ihm eine ironische Wirkung hervor.
Ein Beispiel für tragische Ironie findet sich in Sophokles’ König Ödipus. Hier unternimmt der Held alle Anstrengung, den Mörder seines Vaters zu finden, um sich am Ende selbst als Täter zu entlarven.
Auch Max Frischs Biedermann und die Brandstifter ist ein beispielhaftes Werk der tragischen Ironie, in dem der Protagonist versucht sich freundschaftlich mit drei Brandstiftern zu arrangieren, um ihnen am Ende selbst noch die Streichhölzer zu geben, was zur Explosion seines Hauses und zur Tötung seiner Familie führt.